# Aline Küppenheim
Aline Adriana Küppenheim Gualtieri, née le 10 août 1969, est une actrice chilienne.

## Biographie
Aline Küppenheim est apparue dans une quarantaine de films et séries télévisées depuis 1991.

## Filmographie sélective

### Au cinéma
- 2003 : Dreaming of Julia
- 2004 : Mon ami Machuca (Machuca)
- 2008 : The Good Life
- 2010 : La Buena Vida
- 2012 : Joven y alocada
- 2017 : Une femme fantastique (Una mujer fantástica)
- 2022 : Chili 1976 (1976)

### À la télévision
- 1995 : El amor está de moda